# Liste der Orte im Landkreis Karlsruhe
Die Liste der Orte im Landkreis Karlsruhe listet die geographisch getrennten Orte (Ortsteile, Stadtteile, Dörfer, Weiler, Höfe, (Einzel-)Häuser) im Landkreis Karlsruhe auf.

## Systematische Liste
Alphabet der Städte und Gemeinden mit den zugehörigen Orten.
| - Bad Schönborn mit den Gemeindeteilen Bad Langenbrücken und Bad Mingolsheim. - Zu Bad Langenbrücken das Dorf Bad Langenbrücken. - Zu Bad Mingolsheim das Dorf Bad Mingolsheim, die Orte Bruchhöfe, Kislau und Waldhaus und der Wohnplatz Sägewerk Bender. - Bretten mit den Stadtteilen Bauerbach, Bretten, Büchig bei Bretten, Diedelsheim, Dürrenbüchig, Gölshausen, Neibsheim, Rinklingen, Ruit und Sprantal. - Zu Bauerbach das Dorf Bauerbach und der Wohnplatz Hagenmühle. - Zu Bretten die Stadt Bretten, der Weiler Hetzenbaumhöfe, die Orte Kupferhälde und Ölmühle im Ruiter Tal (vorm. Sägmühle), die Mühle Bergmühle, die Höfe Salzhofen und Schwarzerdhof. - Zu Büchig bei Bretten das Dorf Büchig bei Bretten. - Zu Diedelsheim das Dorf Diedelsheim. - Zu Gölshausen das Dorf Gölshausen. - Zu Neibsheim das Dorf Neibsheim. - Zu Rinklingen das Dorf Rinklingen und die Wohnplätze Beim Bahnhof Bretten, Reiterle und Talmühle. - Zu Ruit das Dorf Ruit, der Weiler Rotenbergerhof und der Wohnplatz Talmühle. - Zu Sprantal das Dorf Sprantal. - Bruchsal mit den Stadtteilen Bruchsal, Büchenau, Heidelsheim, Helmsheim, Obergrombach und Untergrombach. - Zu Bruchsal die Stadt Bruchsal, der Weiler Langental, die Orte Siedlung Büchenauer Wald und Rohrbacher Hof und die Wohnplätze Alter Unteröwisheimer Weg, Arzet, Benzengasse, Hanfröste, Herrenbühl, Hühnerfarm Reich, Kleines Feld, Lohnwiesen, Ölmühle, Schwallenberg, Schweinsgrube, Silberhelde, „Steinbruch, Untergrombacher Landstraße“, Ubstadter Brücke, Unterer Pflüger und Unteröwisheimer Weg. - Zu Büchenau das Dorf Büchenau. - Zu Heidelsheim das Dorf Heidelsheim, der Ort Scheckenbronnerhof und das Gehöft Talmühle. - Zu Helmsheim das Dorf Helmsheim. - Zu Obergrombach die Stadt Obergrombach. - Zu Untergrombach das Dorf Untergrombach und das Gehöft Auf dem Michelsberg. - Dettenheim mit den Gemeindeteilen Liedolsheim und Rußheim. - Zu Liedolsheim das Dorf Liedolsheim und Wirtshaus und Gehöft Dettenheim. - Zu Rußheim das Dorf Rußheim, der Ort Siedlung (früheres RAD-Lager) und die Wohnplätze Schleifmühle, Völkersches Anwesen und Waldmühle. - Eggenstein-Leopoldshafen mit den Gemeindeteilen Eggenstein und Leopoldshafen. - Zu Eggenstein das Dorf Eggenstein und der Wohnplatz Bahnstation Eggenstein. - Zu Leopoldshafen das Dorf Leopoldshafen, der Ort „Am Hafenplatz, Siedlung“, das Gehöft Am Gewann Schröcker Tor und der Wohnplatz Bahnstation Leopoldshafen. - Ettlingen mit den Stadtteilen Bruchhausen, Ettlingen, Ettlingenweier, Oberweier, Schluttenbach, Schöllbronn und Spessart. - Zu Bruchhausen das Dorf Bruchhausen. - Zu Ettlingen die Stadt Ettlingen. - Zu Ettlingenweier das Dorf Ettlingenweier und die Wohnplätze Bahnstation Bruchhausen und Waldsaum. - Zu Oberweier das Dorf Oberweier und der Wohnplatz Lochmühle. - Zu Schluttenbach das Dorf Schluttenbach. - Zu Schöllbronn das Dorf Schöllbronn und der Wohnplatz Schöllbronner Mühle. - Zu Spessart das Dorf Spessart. - Forst mit dem Dorf Forst. - Gondelsheim mit dem Dorf Gondelsheim und den Höfen Bonartshäuser Hof (Alter Hof) und Erdbeerhof (Neuer Hof). - Graben-Neudorf mit den Gemeindeteilen Graben und Neudorf. - Zu Graben das Dorf Graben. - Zu Neudorf das Dorf Neudorf und die Wohnplätze Bahnstation Graben-Neudorf und Johannisgrund. - Hambrücken mit dem Dorf Hambrücken. - Karlsbad mit den Gemeindeteilen Auerbach, Ittersbach, Langensteinbach, Mutschelbach und Spielberg. - Zu Auerbach das Dorf Auerbach. - Zu Ittersbach das Dorf Ittersbach und die Wohnplätze Im Erlach, Im Kirchle, Im Layle und Im Stockmädle. - Zu Langensteinbach das Dorf Langensteinbach und der Ort Erholungsheim Bethanien. - Zu Mutschelbach die Dörfer „Mutschelbach, Mitteldorf“ (auch Mittelmutschelbach), „Mutschelbach, Oberdorf“ (auch Obermutschelbach), „Mutschelbach, Unterdorf“ (auch Untermutschelbach). - Zu Spielberg das Dorf Spielberg und die Wohnplätze Bahnstation und Hotel Fischweier. - Karlsdorf-Neuthard mit den Gemeindeteilen Karlsdorf und Neuthard. - Zu Karlsdorf das Dorf Karlsdorf und der Ort Stadtwald-Siedlung. - Zu Neuthard das Dorf Neuthard. - Kraichtal mit den Stadtteilen Bahnbrücken, Gochsheim, Landshausen, Menzingen, Münzesheim, Neuenbürg, Oberacker, Oberöwisheim und Unteröwisheim. - Zu Bahnbrücken das Dorf Bahnbrücken. - Zu Gochsheim die Stadt Gochsheim. - Zu Landshausen das Dorf Landshausen. - Zu Menzingen das Dorf Menzingen und der Wohnplatz Waldmühle. - Zu Münzesheim das Dorf Münzesheim. - Zu Neuenbürg das Dorf Neuenbürg. - Zu Oberacker das Dorf Oberacker. - Zu Oberöwisheim das Dorf Oberöwisheim. - Zu Unteröwisheim das Dorf Unteröwisheim. - Kronau mit dem Dorf Kronau. - Kürnbach mit dem Dorf Kürnbach und den Wohnplätzen Hum(b)stermühle, Klostermühle und Rohrmühle. - Linkenheim-Hochstetten mit den Gemeindeteilen Hochstetten und Linkenheim. - Zu Hochstetten das Dorf Hochstetten. - Zu Linkenheim das Dorf Linkenheim und der Ort Forsthaus. | - Malsch mit den Gemeindeteilen Malsch, Sulzbach, Völkersbach und Waldprechtsweier. - Zu Malsch das Dorf Malsch, der Weiler Neumalsch, das Gehöft Hardteck und die Wohnplätze Am Bergwald und Waldhaus. - Zu Sulzbach das Dorf Sulzbach. - Zu Völkersbach das Dorf Völkersbach, der Ort Rimmelsbacherhof und der Wohnplatz Moosalbtal. - Zu Waldprechtsweier das Dorf Waldprechtsweier und der Wohnplatz Waldprechstal. - Marxzell mit den Gemeindeteilen Burbach, Pfaffenrot und Schielberg. - Zu Burbach das Dorf Burbach, die Siedlung Marxzell (z. T. zu den Gemarkungen Pfaffenrot und Schielberg), das Gehöft Metzlinschwander Hof und die Wohnplätze Fischweier und Weimersmühle. - Zu Pfaffenrot das Dorf Pfaffenrot und die Gemeindeteile Gertrudenhof und Marxzell (z. T. zu den Gemarkungen Burbach und Schielberg). - Zu Schielberg das Dorf Schielberg, die Orte „Bergschmiede, Hotel“, Marxzell (z. T. zu den Gemarkungen Burbach und Pfaffenrot), Schlotterhof und Steinhäusle und der Weiler Frauenalb. - Oberderdingen mit den Gemeindeteilen Flehingen und Oberderdingen. - Zu Flehingen das Dorf Flehingen und der Ort Luisenhof. - Zu Oberderdingen das Dorf Oberderdingen, der Weiler Großvillars und die Häuser Obere Mühle, Ölmühle, Untere Mühle und Wilfenberg. - Oberhausen-Rheinhausen mit den Gemeindeteilen Oberhausen und Rheinhausen. - Zu Oberhausen das Dorf Oberhausen. - Zu Rheinhausen das Dorf Rheinhausen und der Wohnplatz Ziegelhütte. - Östringen mit den Stadtteilen Eichelberg, Odenheim, Östringen und Tiefenbach. - Zu Eichelberg das Dorf Eichelberg und das Gehöft Stift Odenheim (Stifterhof). - Zu Odenheim das Dorf Odenheim, die Orte Holderbauerhof und Zinkenbuschhof, der Weiler Schindelberg (Bauernhöfe mit Kurhaus) und die Wohnplätze Felsenkeller, Untere Mühle und Weidenfeldweg. - Zu Östringen das Dorf Östringen. - Zu Tiefenbach das Dorf Tiefenbach. - Pfinztal mit den Gemeindeteilen Berghausen, Kleinsteinbach, Söllingen und Wöschbach. - Zu Berghausen das Dorf Berghausen. - Zu Kleinsteinbach das Dorf Kleinsteinbach. - Zu Söllingen das Dorf Söllingen und der Wohnplatz Bad. Wolframerzegesellschaft (vorm. Hammerwerk). - Zu Wöschbach das Dorf Wöschbach. - Philippsburg mit den Stadtteilen Huttenheim, Philippsburg und Rheinsheim. - Zu Huttenheim das Dorf Huttenheim und der Wohnplatz Insel Elisabethenwört. - Zu Philippsburg die Stadt Philippsburg, die Orte Mittelhof, Rheinwärterhaus und Unterhof, das Gehöft Schönborner (Neudorfer) Mühle und die Wohnplätze Am Waldweg, Engelsmühle, Fischkutter, Garnisonsmühle und Torflager. - Zu Rheinsheim das Dorf Rheinsheim. - Rheinstetten mit den Stadtteilen Forchheim, Mörsch und Neuburgweier. - Zu Forchheim das Dorf Forchheim, die Orte Dammfeldsiedlung, „Neuforchheim mit Bundesbahnstation, Versuchs- u. Lehrgut sowie Tabakforschungsinstitut u. Bahnhofsiedlung“ und Wohnhaus Durmersheimer Landstraße und der Wohnplatz Nußbaumäcker. - Zu Mörsch das Dorf Mörsch und der Wohnplatz Kieswerk. - Zu Neuburgweier das Dorf Neuburgweier. - Stutensee mit den Stadtteilen Blankenloch, Friedrichstal, Spöck und Staffort. - Zu Blankenloch die Dörfer Blankenloch und Büchig und Schloss und Häuser Stutensee. - Zu Friedrichstal das Dorf Friedrichstal. - Zu Spöck das Dorf Spöck und der Ort Försterhaus im Hardtwald. - Zu Staffort das Dorf Staffort. - Sulzfeld mit dem Dorf Sulzfeld, dem Weiler Neuhof, dem Ort Ravensburg und den Höfen Egonmühle, Gießhübelmühle und Seemühle. - Ubstadt-Weiher mit den Gemeindeteilen Stettfeld, Ubstadt, Weiher und Zeutern. - Zu Stettfeld das Dorf Stettfeld. - Zu Ubstadt das Dorf Ubstadt und die Wohnplätze Bahnhofsiedlung und Bahnstation Ubstadt-Weiher. - Zu Weiher das Dorf Weiher. - Zu Zeutern das Dorf Zeutern und der Ort Gasthaus zur Waldmühle. - Waghäusel mit den Stadtteilen Kirrlach, Waghäusel und Wiesental. - Zu Kirrlach das Dorf Kirrlach. - Zu Waghäusel das Dorf Waghäusel. - Zu Wiesental das Dorf Wiesental und die Wohnplätze Bei der Schönborner (Neudorfer) Mühle, Bahnstation Waghäusel und Bahnstation Wiesental. - Waldbronn mit den Gemeindeteilen Busenbach, Etzenrot und Reichenbach. - Zu Busenbach das Dorf Busenbach und die Wohnplätze Bahnstation Busenbach und Schottmühle. - Zu Etzenrot das Dorf Etzenrot und der Gemeindeteil Neurod. - Zu Reichenbach das Dorf Reichenbach. - Walzbachtal mit den Gemeindeteilen Jöhlingen und Wössingen. - Zu Jöhlingen das Dorf Jöhlingen und der Weiler Binsheim. - Zu Wössingen das Dorf Wössingen. - Weingarten (Baden) mit dem Dorf Weingarten (Baden), dem Weiler Sallenbusch, dem Wohngebiet Werrabronn, dem Ort Baracken und Wohnhaus im Bruch, dem Gehöft Sohl und dem Wohnplatz Waldbrücke. - Zaisenhausen mit dem Dorf Zaisenhausen. |

## Alphabetische Liste
In Fettschrift erscheinen die Orte, die namengebend für die Gemeinde sind, in Kursivschrift Einzelhäuser, Häusergruppen, Burgen, Schlösser und Höfe. Zusätzliche bestehende kleine Orte nach der Quelle www.leo-bw.de werden dort in aller Regel nicht wie in der Listengrundlage nach Weiler/Siedlung/Wohnplatz usw. differenziert, sondern einheitlich als Wohnplatz klassifiziert, dieser Ortsteiltyp wird hier entsprechend kursiviert übernommen.
| - Alter Unteröwisheimer Weg zu Bruchsal - Am Bergwald zu Malsch - Am Gewann Schröcker Tor zu Eggenstein-Leopoldshafen - Am Hafenplatz, Siedlung zu Eggenstein-Leopoldshafen - Am Waldweg zu Philippsburg - Arzet zu Bruchsal - Auerbach zu Karlsbad - Auf dem Michelsberg zu Bruchsal - Bad Langenbrücken zu Bad Schönborn - Bad Mingolsheim zu Bad Schönborn - Bad. Wolframerzegesellschaft (vorm. Hammerwerk) zu Pfinztal - Bahnbrücken zu Kraichtal - Bahnhofsiedlung zu Ubstadt-Weiher - Bahnstation Bruchhausen zu Ettlingen - Bahnstation Busenbach zu Waldbronn - Bahnstation Eggenstein zu Eggenstein-Leopoldshafen - Bahnstation Graben-Neudorf zu Graben-Neudorf - Bahnstation Leopoldshafen zu Eggenstein-Leopoldshafen - Bahnstation Spielberg-Schöllbronn zu Karlsbad - Bahnstation Ubstadt-Weiher zu Ubstadt-Weiher - Bahnstation Waghäusel zu Waghäusel - Bahnstation Wiesental zu Waghäusel - Baracken zu Weingarten (Baden) - Bauerbach zu Bretten - Bei der Schönborner (Neudorfer) Mühle zu Waghäusel - Beim Bahnhof Bretten zu Bretten - Benzengasse zu Bruchsal - Berghausen zu Pfinztal - Bergmühle zu Bretten - Bergschmiede, Hotel zu Marxzell - Blankenloch zu Stutensee - Bonartshäuser Hof (Alter Hof) zu Gondelsheim - Bretten - Bruchhausen zu Ettlingen - Bruchhöfe zu Bad Schönborn - Bruchsal - Büchenau zu Bruchsal - Büchig zu Stutensee - Büchig bei Bretten zu Bretten - Burbach zu Marxzell - Busenbach zu Waldbronn - Dammfeldsiedlung zu Rheinstetten - Dettenheim - Diedelsheim zu Bretten - Eggenstein zu Eggenstein-Leopoldshafen - Egonmühle zu Sulzfeld - Eichelberg zu Östringen - Engelsmühle zu Philippsburg - Erdbeerhof (Neuer Hof) zu Gondelsheim - Erholungsheim Bethanien zu Karlsbad - Ettlingen - Ettlingenweier zu Ettlingen - Etzenrot zu Waldbronn - Felsenkeller zu Östringen - Fischkutter zu Philippsburg - Fischweier, teils zu Karlsbad, teils zu Marxzell - Flehingen zu Oberderdingen - Forchheim zu Rheinstetten - Forst - Försterhaus im Hardtwald zu Stutensee - Forsthaus zu Linkenheim-Hochstetten - Frauenalb zu Marxzell - Friedrichstal zu Stutensee - Garnisonsmühle zu Philippsburg - Gasthaus zur Waldmühle zu Ubstadt-Weiher - Gertrudenhof zu Marxzell - Gießhübelmühle zu Sulzfeld - Gochsheim zu Kraichtal - Gölshausen zu Bretten - Gondelsheim - Graben zu Graben-Neudorf - Großvillars zu Oberderdingen - Hagenmühle zu Bretten - Hambrücken - Hanfröste zu Bruchsal - Hardteck zu Malsch - Heidelsheim zu Bruchsal - Helmsheim zu Bruchsal - Herrenbühl zu Bruchsal - Hetzenbaumhöfe zu Bretten - Hochstetten zu Linkenheim-Hochstetten - Holderbauerhof zu Östringen - Hotel Fischweier zu Karlsbad - Hühnerfarm Reich zu Bruchsal - Hum(b)stermühle zu Kürnbach - Huttenheim zu Philippsburg - Im Erlach zu Karlsbad - Im Kirchle zu Karlsbad - Im Layle zu Karlsbad - Im Stockmädle zu Karlsbad - Insel Elisabethenwörth zu Philippsburg - Ittersbach zu Karlsbad - Johannisgrund zu Graben-Neudorf - Jöhlingen zu Walzbachtal - Karlsdorf zu Karlsdorf-Neuthard - Kieswerk zu Rheinstetten - Kirrlach zu Waghäusel - Kislau zu Bad Schönborn - Kleines Feld zu Bruchsal - Kleinsteinbach zu Pfinztal - Klostermühle zu Kürnbach - Kronau - Kupferhälde zu Bretten - Kürnbach - Landshausen zu Kraichtal - Langensteinbach zu Karlsbad - Langental zu Bruchsal - Leopoldshafen zu Eggenstein-Leopoldshafen - Liedolsheim zu Dettenheim - Linkenheim zu Linkenheim-Hochstetten - Lochmühle zu Ettlingen - Lohnwiesen zu Bruchsal - Luisenhof zu Oberderdingen - Malsch - Marxzell - Menzingen zu Kraichtal - Metzlinschwander Hof zu Marxzell - Mittelhof zu Philippsburg - Moosalbtal zu Malsch - Mörsch zu Rheinstetten - Münzesheim zu Kraichtal - Mutschelbach zu Karlsbad - Mutschelbach, Mitteldorf (auch Mittelmutschelbach) zu Karlsbad - Mutschelbach, Oberdorf (auch Obermutschelbach) zu Karlsbad - Mutschelbach, Unterdorf (auch Untermutschelbach) zu Karlsbad | - Neibsheim zu Bretten - Neuburgweier zu Rheinstetten - Neudorf zu Graben-Neudorf - Neuenbürg zu Kraichtal - Neuforchheim mit Bundesbahnstation, Versuchs- u. Lehrgut sowie Tabakforschungsinstitut u. Bahnhofsiedlung zu Rheinstetten - Neuhof zu Sulzfeld - Neumalsch zu Malsch - Neurod zu Waldbronn - Neuthard zu Karlsdorf-Neuthard - Nußbaumäcker zu Rheinstetten - Oberacker zu Kraichtal - Oberderdingen - Obere Mühle zu Oberderdingen - Obergrombach zu Bruchsal - Oberhausen zu Oberhausen-Rheinhausen - Oberöwisheim zu Kraichtal - Oberweier zu Ettlingen - Odenheim zu Östringen - Ölmühle zu Bruchsal - Ölmühle zu Oberderdingen - Ölmühle im Ruiter Tal (vormals Sägmühle) zu Bretten - Östringen - Pfaffenrot zu Marxzell - Philippsburg - Ravensburg zu Sulzfeld - Reichenbach zu Waldbronn - Reiterle zu Bretten - Rheinhausen zu Oberhausen-Rheinhausen - Rheinsheim zu Philippsburg - Rheinwärterhaus zu Philippsburg - Rimmelsbacherhof zu Malsch - Rinlingen zu Bretten - Rohrbacher Hof zu Bruchsal - Rohrmühle zu Kürnbach - Rotenbergerhof zu Bretten - Ruit zu Bretten - Rußheim zu Dettenheim - Sägewerk Bender zu Bad Schönborn - Sallenbusch zu Weingarten (Baden) - Salzhofen zu Bretten - Scheckenbronnerhof zu Bruchsal - Schielberg zu Marxzell - Schindelberg (Bauernhöfe mit Kurhaus) zu Östringen - Schleifmühle zu Dettenheim - Schlotterhof zu Marxzell - Schluttenbach zu Ettlingen - Schöllbronn zu Ettlingen - Schöllbronner Mühle zu Ettlingen - Schönborner (Neudorfer) Mühle zu Philippsburg - Schottmühle zu Waldbronn - Schwallenberg zu Bruchsal - Schwarzerdhof zu Bretten - Schweinsgrube zu Bruchsal - Seemühle zu Sulzfeld - Siedlung (früheres RAD-Lager) zu Dettenheim - Siedlung Büchenauer Wald zu Bruchsal - Silberhelde zu Bruchsal - Sohl zu Weingarten (Baden) - Söllingen zu Pfinztal - Spessart zu Ettlingen - Spielberg zu Karlsbad - Spöck zu Stutensee - Sprantal zu Bretten - Stadtwald-Siedlung zu Karlsdorf-Neuthard - Staffort zu Stutensee - Steinbruch, Untergrombacher Landstraße zu Bruchsal - Steinhäusle zu Marxzell - Stettfeld zu Ubstadt-Weiher - Stift Odenheim (Stifterhof) zu Östringen - Stutensee - Sulzbach zu Malsch - Sulzfeld - Talmühle zu Bretten (Gemeindeteil Rinklingen) - Talmühle zu Bretten (Gemeindeteil Ruit) - Talmühle zu Bruchsal - Tiefenbach zu Östringen - Torflager zu Philippsburg - Ubstadt zu Ubstadt-Weiher - Ubstadter Brücke zu Bruchsal - Untere Mühle zu Oberderdingen - Untere Mühle zu Östringen - Unterer Pflüger zu Bruchsal - Untergrombach zu Bruchsal - Unterhof zu Philippsburg - Unteröwisheim zu Kraichtal - Unteröwisheimer Weg zu Bruchsal - Völkersbach zu Malsch - Völkersches Anwesen zu Dettenheim - Waghäusel - Waldbrücke zu Weingarten (Baden) - Waldhaus zu Bad Schönborn - Waldhaus zu Malsch - Waldmühle zu Dettenheim - Waldmühle zu Kraichtal - Waldprechstal zu Malsch - Waldprechtsweier zu Malsch - Waldsaum zu Ettlingen - Weidenfeldweg zu Östringen - Weiher zu Ubstadt-Weiher - Weimersmühle zu Marxzell - Weingarten (Baden) - Werrabronn zu Weingarten (Baden) - Wiesental zu Waghäusel - Wilfenberg zu Oberderdingen - Wohnhaus Durmersheimer Landstraße zu Rheinstetten - Wohnhaus im Bruch zu Weingarten (Baden) - Wöschbach zu Pfinztal - Wössingen zu Walzbachtal - Zaisenhausen - Zeutern zu Ubstadt-Weiher - Ziegelhütte zu Oberhausen-Rheinhausen - Zinkenbuschhof zu Östringen |

| ↑ Zurück zum Inhaltsverzeichnis |